# Fabbrica Italiana Lapis ed Affini
La F.I.L.A. - Fabbrica Italiana Lapis ed Affini è un’azienda multinazionale di articoli per le arti visive e plastiche, la creatività e il disegno. Controllata dalla famiglia Candela, ha la sede a Pero (MI). Il gruppo possiede diciannove filiali in cinque continenti. È presente in cinquanta Stati, con undici stabilimenti e venti marchi.
La società è quotata alla Borsa di Milano, nell'MTA. L'approdo in Borsa avviene il 1º giugno 2015 quando si fonde per incorporazione con la SPAC (Special Purpose Acquisition Company) "Space"; quest'ultima quotata dal 18 dicembre 2013 al MIV, il mercato di Borsa Italiana dedicato ai veicoli di investimento. Dal 12 novembre 2015 è quotata nell'indice FTSE Italia STAR e dal 1º aprile 2016 anche in quello FTSE Italia Mid Cap.

## Storia
La F.I.L.A. fu fondata nel 1920 a Firenze da due discendenti delle famiglie degli Antinori e della Gherardesca. La scelta del giglio quale marchio, la cui stilizzazione è affidata a Severo Pozzati, in arte Sepo, è giustificata dal fatto che esso è il simbolo di Firenze.
Nel 1956 l'azienda viene rilevata da un gruppo di dipendenti capitanati da Renato Candela. Successivamente, nel 1959, la sede dell'attività si sposta a Milano e contemporaneamente, in collaborazione con Lyra, incomincia la produzione della penna a sfera Lyretta.
Nel 1964 Alberto Candela succede al padre Renato. Nascono sotto la sua direzione nuovi prodotti come Giotto Fibra e la linea Tiziano. Nel 1973 il "pennarello da scrittura" viene lanciato sul mercato, col nome Tratto Pen. Questo nuovo modello riceve il premio Compasso d'Oro 1979 e in seguito è esposto al MoMA di New York.
Nel 1992 Massimo Candela, figlio di Alberto, subentra al padre e diventa amministratore delegato. A partire dal 1994, F.I.L.A. comincia una politica di acquisizioni che comprendono Adica Pongo, storica azienda nel settore delle paste per modellare; Compania de Lapices y Afines Ltda, Papeleria Mediterranea SL., Giotto be-bè, l'americana Dixon Ticonderoga, una delle aziende storiche delle matite presente anche in Canada, Cina e Messico; la francese Canson (fondata nel 1557 dalla famiglia Montgolfier), Lyra, Lapicera Mexicana; Lycin e una quota di minoranza dell'indiana Writefine Products Private Limited (2011).
Nel 2015 c'è tensione al vertice della società tra i due fratelli Candela, Massimo e Simona, soci di controllo dell'azienda con il 52,2% attraverso la holding Pencil.  La vicenda spinge Simona a vendere le sue azioni facendo entrare nel capitale il fondo londinese Blue Skye che in questa operazione agisce in stretta partnership con il fondo americano Elliott. Il fatto finisce in tribunale in seguito al ricorso di Massimo Candela per il mancato rispetto del diritto di prelazione.
Nel maggio 2018 continua l'internazionalizzazione dell'azienda: Fila compra per 340 milioni di dollari (325 milioni di enterprise value e 15 milioni di benefici fiscali) l'americana Pacon Holding, fondata nel 1951, sede a Appleton, nel Wisconsin, specializzata nella carta e nel materiale per la scuola, 10 stabilimenti (8 in Usa, uno in Gran Bretagna, uno in Canada) e 2.000 dipendenti.
Nell'agosto 2019 avviene un cambio al vertice della società: Giovanni Gorno Tempini, ex responsabile di Cassa Depositi e Prestiti, è nominato presidente in sostituzione di Gianni Mion, dimessosi alla fine di luglio.

## Dati economici
Nel 2017 la società ha registrato un fatturato di 528 milioni (con un aumento del 19,5% rispetto al 2016), utile di 15,7 milioni (un calo del 24,9% dai 20,99 milioni di profitti del 2016), Mol di 73 milioni (+28,7%). Crescita in Asia del 15% (in particolare in India) e nel Centro-Sud America del 15,7% (in particolare in Messico). Nel 2018 i ricavi hanno raggiunto i 602,9 milioni di euro (aumento del 18,5%), il Mol è stato pari a 96,7 milioni (+20,2%), l'utile di 27,3 milioni. Cresciuto l'indebitamento in seguito all'acquisizione dell'americana Pacon Holding: da 239 milioni a 452.

## Marchi
- Blanca Nieves
- Canson
- Daler-Rowney
- Das
- Didò
- Dixon
- DOMS
- Elios
- Giotto (colori)
- Giotto be-bè
- Lyra
- Maimeri
- Mapita
- Mercurio
- Metrico
- Pax
- Pongo
- Prang
- Ticonderoga
- Tratto
- Uti Guti
- Vinci
- Vividel